# 佳利國際
佳利國際有限公司，簡稱佳利國際（英語：BENELUX INTERNATIONAL LIMITED，港交所除牌時0726.HK），在1985年由當時創辦人周家辰先生創立，當時在香港和中國內地經營電子業務，而曾在1991年7月25日於香港交易所主板上市，當時資產包括：深圳本鲁克斯实业股份有限公司。
後來在1995年因為發生財政問題，於是被當局勒令停牌，直至1997年，印尼財團Plisebury Group入主批准後復牌，因而股價大漲。之後在1998年5月20日，更名為東南國際集團有限公司。

## 連結
- ilinkfin.net/south_east_group